# Harry Parke
Harry Parke właściwie Harry Einstein (ur. 6 maja 1904, zm. 24 listopada 1958) – amerykański pisarz, komik i aktor pochodzenia żydowskiego, ojciec Alberta Brooksa.

## Filmografia
- 1936: Strike Me Pink jako Parkyakarkus
- 1938: Night Spot jako Gashouse
- 1945: Earl Carroll Vanities jako Walter
- 1945: Out of This World jako Gus Palukas

## Wyróżnienia
Posiada swoją gwiazdę na Hollywoodzkiej Alei Gwiazd.